# Dynix
DYNIX (od eng. DYnamic unIX) je operacijski sustav koji je 1984. na temelju BSD-a razvila kompanija Sequent za svoja višeprocesorska računala. Godine 1993. razvijena je na temelju System V UNIX-a nova inačica DYNIX/ptx usklađena s POSIX-om.